# アーポ・ハルメ
アーポ・イルマリ・ハルメ（Aapo Ilmari Halme, 1998年5月22日 - ）は、フィンランド・ヘルシンキ出身のサッカー選手。バーンズリーFC所属。ポジションはDF。

## 経歴

### クラブ
2014年、FCホンカでプロキャリアをスタート。2015年に国内強豪クラブのHJKヘルシンキに加入。
2018年1月3日、EFLチャンピオンシップのリーズ・ユナイテッドFCに移籍、4年契約を結んだ。この移籍によりクラブ史上4人目のフィンランド人選手となった。
2019年7月3日、同じチャンピオンシップのバーンズリーFCに移籍。

### 代表
ユース年代のフィンランド代表歴があり、U-21代表チームではゲームキャプテンを務めたこともある。

## 所属クラブ
ユース
- FCホンカ 2009-2015

シニア
- FCホンカ 2014-2015
- クルビ04 2015
- HJKヘルシンキ 2015-2018
- リーズ・ユナイテッドFC 2018-2019
- バーンズリーFC 2019-

## タイトル
HJKヘルシンキ
- ヴェイッカウスリーガ: 2017
- フィンランド・カップ: 2017